# Frank Kämpfer
Frank Hans Adolf Kämpfer (* 30. Juli 1938 in Rostock; † 12. November 2010 in Münster) war ein deutscher Historiker, der die Geschichte (Süd)-Osteuropas erforschte.
Kämpfer machte 1957 an der Kreuzschule Dresden Abitur. Nach drei Jahren Fabrikarbeit bei den Flugzeugwerken Dresden-Klotzsche ging er nach West-Berlin. Er holte dort das 13. Schuljahr nach und studierte ab 1961 an der Freien Universität Berlin Slawistik, osteuropäische Geschichte und Kunstgeschichte. Dort wurde er 1966 mit einer Arbeit zur russischen Geschichtsschreibung bei Werner Philipp promoviert. Anschließend war er ein Jahr am Osteuropa-Institut Berlin tätig.
Von 1968 bis 1970  studierte er mit einem Stipendium der DFG an der Universität Belgrad südosteuropäische Kunstgeschichte und schloss dieses Studium mit einer Magisterarbeit über die Klosterkirche St. Nikolaus in Psača, heute zur Gemeinde Rankovce, Mazedonien, ab.
1970 wurde Kämpfer am Lehrstuhl für osteuropäische Geschichte der Universität Heidelberg Assistent von Helmut Neubauer und habilitierte sich dort 1976 mit einer Arbeit über das russische Herrscherbild bis zu Peter dem Großen. 
1979 wurde Kämpfer als Nachfolger von Manfred Hellmann auf den Lehrstuhl für Geschichte Osteuropas und Ostmitteleuropas an der Universität Münster berufen, wo er wie Hellmann ältere Geschichte lehrte. Daneben setzte er einen Schwerpunkt auf Visual History auch der westlichen Welt und neuen Geschichte.
Zu seinen Schülern gehörte Eduard Mühle. 
Nach seiner Emeritierung 2003 war er Lehrbeauftragter für visuelle Kommunikation in historischer Betrachtung an der Universität Hamburg.

## Schriften (Auswahl)
- Die Eroberung von Kasan 1552 als Gegenstand der zeitgenössischen russischen Historiographie. 1967, (Berlin, Freie Universität, Dissertation, vom 16. November 1967).
- Das russische Herrscherbild. Von den Anfängen bis zu Peter dem Großen. Studien zur Entwicklung politischer Ikonographie im byzantinischen Kulturkreis (= Beiträge zur Kunst des christlichen Ostens. 8). Bongers, Recklinghausen 1978, ISBN 3-7647-0309-1 (Teilweise zugleich: Heidelberg, Universität, Habilitations-Schrift, 1976).
- „Der rote Keil“. Das politische Plakat. Theorie und Geschichte. Gebr. Mann, Berlin 1985, ISBN 3-7861-1367-X.
- Propaganda. Politische Bilder im 20. Jahrhundert. Bildkundliche Essays (= 20th Century Imaginarium. 1). Kämpfer, Hamburg 1997, ISBN 3-932208-04-8.
- „Destroy this mad brute“. Emotionale Mobilmachung in den USA 1917. In: Gerhard Paul: Das Jahrhundert der Bilder. 1900 bis 1949. Vandenhoeck & Ruprecht, Göttingen 2009, ISBN 978-3-525-30011-4, S. 212–219.